# Военное министерство США
Военный департамент Соединенных Штатов Америки (англ. Department of War или War Department, раньше также War Office) — бывший исполнительный департамент правительства США, ведавший координацией армии США. Основан 7 августа 1789 года Джорджем Вашингтоном. До создания Военно-морского департамента в 1798 году также нёс ответственность за военно-морские дела. Возглавлялось Военным министром (англ. Secretary of War или War Secretary).
В 1947 году согласно Закону о национальной безопасности Военное министерство было разделено на департамент сухопутных войск и департамент военно-воздушных сил, которые вместе с Военно-морским департаментом стали частью Национального военного ведомства, в 1949 году переименованного в департамент обороны США.